# Maoricicada tenuis
Maoricicada tenuis är en insektsart som beskrevs av John S. Dugdale och Fleming 1978. Maoricicada tenuis ingår i släktet Maoricicada och familjen cikador. Inga underarter finns listade i Catalogue of Life.